# Microstylum tananarivense
Microstylum tananarivense là một loài ruồi trong họ Asilidae. Microstylum tananarivense được Bromley miêu tả năm 1931. Loài này phân bố ở vùng nhiệt đới châu Phi.